# 숙선옹주(선빈)안씨 묘
숙선옹주(선빈)안씨 묘(淑善翁主(善嬪)安氏墓)는 서울특별시 중랑구 묵동에 원형봉토분의 묘 1기와 석물 8기로 구성되어 있다. 2019년 6월 7일 서울특별시의 기념물 제43호로 지정되었다.

## 지정 사유
묘주인 숙선옹주 선빈 안씨( ?~1468)는 순흥 안씨 義(당시 檢校漢城尹)의 딸로, 궁인으로 입궁하여 조선의 3대 왕인 태종의 후궁이 된 왕실여성으로 태종과의 사이에 익령군 이치(李袳: 昭剛公, 1422–1464)과 소숙옹주(昭淑翁主, 생년 미상–세조 2년, 1456), 경신옹주(敬愼翁主, 생몰년 미상) 등 1남 2녀를 두었다. 일반적으로 옹주라 함은 후궁의 딸을 일컫는 명칭이지만 조선 초에는 왕의 후궁도 궁주, 옹주로 칭했기 때문에 궁인 안씨는 세종 3년(1421)에 숙선옹주로 봉해졌다가 고종 9년에 정1품 선빈(善嬪)에 봉작되었다.
본 묘는 원형봉토분의 묘 1기와 석물 8기로 구성되어 있는데, 피장자 사망 당시(1468년) 현 위치인 봉화산 기슭에 조성되었다. 『경국대전』반포 이전 후궁에게도 '옹주'용어가 사용된 사실을 알려주는 실물자료로 역사적 가치가 있고, 조선 세조때 예장된 묘제 석물(묘비, 상석, 장명등, 문석인 1쌍, 산신제석)이 잘 남아있다는 점에서 서울특별시 기념물로 지정하여 보존할 가치가 있다. 다만 혼유석과 향로석은 후대에 조성된 것이므로 문화재지정 대상에서 제외되는 것이 타당하다.

## 같이 보기
- 선빈 안씨
- 숙선옹주로

## 참고 문헌
- 숙선옹주(선빈)안씨 묘 - 국가유산청 국가유산포털